# Shaoping Bai
Shaoping Bai (født 07.12.1966) er professor ved Institut for Materialer og Produktion, Aalborg Universitet. Hans forskningsområde er exoskelet, hjælpende robotteknik, mekanisme teori og nye mekanismer, parallelle manipulatorer med særlig interesse i kinematik, dynamik, kobling og manipulator analyse og syntese, human-robot interaktion modellering og kontrol.

## Uddannelse og karriere
Shaoping Bai er uddannet ingeniør i præcisionsinstrument fra Harbin Inst. of Tech., Harbin, Kina (1988) og Tsing Hua University, Beijing, Kina (1993). Han har en Ph.d. i robotteknik fra Nanyang Tech. Univ. (NTU), Singapore (2001).  
Fra 2003 til 2005 var han Post-Doctoral Fellow ved McGill University, Canada. Fra 2014 til 2016 var han gæsteprofessor ved Dalian University of Technology, Kina og i 2010 var han Visiting Professor ved Ecole Centtrale de Nantes, Frankrig. Han blev ansat ved Aalborg Universitet i 2006.
Han er desuden koordinator for et EU-projekt og projektleder. Han er stifter af AAU Centre for Robotics Research (nu: AAU U Robotics) og bestyrelsesmedlem. Han er også stifter og CSO af BIOX ApS.
Shaoping Bai har udgivet over 100 publikationer inkluderende peer-reviewed tidsskriftartikler, konferenceoplæg, bøger og bogkapitler.  

## Priser
Shaoping Bai har vundet en række priser igennem sin karriere:
- Silver Best Application Paper Award, IFToMM Symp. on Mechanism Design for Robotics, Poitiers, Frankrig, 2021
- Winner of the Grand Prize of Innovation Challenges, WearRAcon conference, 2018, Phoenix, USA[7]
- Best Application Paper Award, IFToMM Symp. on Mechanism Design for Robotics, Udine, Italien, 2018[8]
- Best paper award, 8th IEEE CIS-RAM conference, 2017, Ningbo, Kina